# Trisula clathrata
Trisula clathrata är en fjärilsart som beskrevs av Karl Grünberg 1907. Trisula clathrata ingår i släktet Trisula och familjen nattflyn. Inga underarter finns listade i Catalogue of Life.